# 青根温泉
青根温泉（あおねおんせん）は、宮城県柴田郡川崎町（旧国陸奥国、明治以降は陸前国）にある温泉。

## 泉質
単純泉、源泉温度は43℃から56℃。

## 効能
胃腸病、神経痛、リューマチ。

## 温泉街
蔵王連峰東側に温泉街が広がる。
宿泊施設
- 流辿
- 観山聴月
- お宿　はなぶさ
- Hanabusa Doglamping
- 一棟温泉宿
- 岡崎旅館
- 湯元不忘閣 - 日本秘湯を守る会会員
- 名号舘

足湯
- 停車場の湯
- 朝日の湯

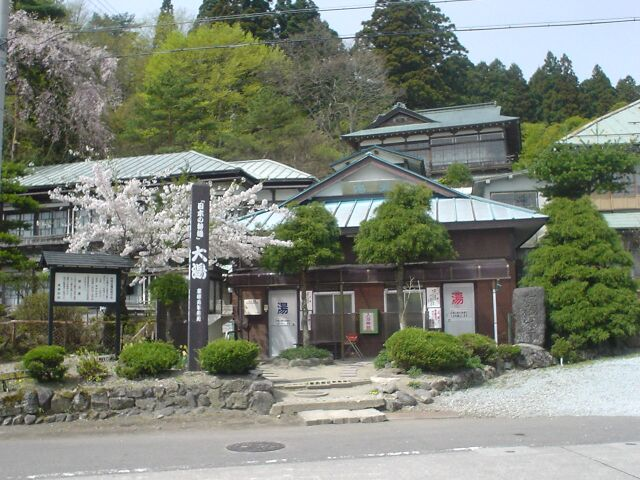
かつて存在した共同浴場大湯。2008年に湯元不忘閣の内湯として改装・復活した。

日帰り入浴施設はじゃっぽの湯がある。かつて共同浴場は「大湯」「名号湯」の2軒存在し、そのうちの一軒であった「大湯」は、隣接する旅館「湯元不忘閣」の内湯も兼ねていた。大湯の老朽化に伴い、代わりに日帰り入浴施設が建設されることとなり、2006年3月15日に共同浴場は2つとも一旦閉鎖され、日帰り入浴施設「じゃっぽの湯」がオープンした。
しかし「大湯」は、元々伊達氏からの歴史があることから観光客中心に復活の要望も強く、地元自治体の支援を取り付け改装し、2008年4月に湯元不忘閣の宿泊客のみが利用できる形ではあるが再建された。
2019年「名号湯」貸切風呂として復活した。

## 歴史
江戸時代末期までは青根温泉地域全体が「丹野村」と呼ばれていた。
現在の丹野当主は第29代目となることから宿営業としては鎌倉時代頃に遡ると思われる。
丹野村には丹野家の本家に当たる「翠璋館」（木造３階建）の大型旅館を初め、伊達家癒しの宿「不忘閣」、「佐藤重太郎旅館」、「佐藤文四郎旅館」が軒を連ね、その他にも丹野内蔵治の木地細工所（茶碗他の木製食器製造販売所）や社務所、駐在所など５戸４８棟があった。
公衆浴場開湯は1528年である。アオヌキの木の下からお湯が沸いていたことから、青根の名前がついた。
病人が弥陀の称号を称えながら入湯するとたちまち病から全快するといわれた名号湯である。
江戸時代は仙台藩伊達氏の御殿湯が置かれた。伊達氏の御殿湯は他にも東鳴子温泉にも置かれた。藩主専用の湯治場であった青根御殿が存在するが、明治時代に焼失したものを昭和初期に再建したものである。
明治39年(1906年）４月７日青根温泉大火により旅館2館・駐在所を含む５戸４８棟を焼失した。
後に伊達家癒しの湯「不忘閣」は再建、皇族をお迎えする丹野家「翠璋館」は名前を「青嶺閣」と改め丹野村の再建につくした。その際、皇室をお迎えする「鶴の間」（皇室専用の間）を火災などで二度と閉鎖することの無い様、分家に当たる丹野七三郎（名号館　当主）に明治８年建造「名号館」（湯森の神を祀る神社屋敷）を移動し、その跡地に青嶺閣と同じ「鶴の間」（ミラーサイト）を建造するよう命じることとなる。現在(2023年）名号館と合体した「鶴の間」だけが残っている。詳しくは　http://aoneonsen.jp
1959年（昭和34年）に青根温泉地内に青根洋館が解体移築された。

## アクセス
- 鉄道 - 東北新幹線白石蔵王駅よりタクシーで約40分（約26.4km、8000円前後[2]）。
- バス - タケヤ交通みやぎ蔵王山麓アクセス線(土・日・休日運航、1日往復2便)
  - 白石蔵王駅発、白石駅東口、鎌崎温泉、蔵王キツネ村、遠刈田温泉など経由で約70分。青根温泉じゃっぽの湯前下車。
- 車 - 山形自動車道 宮城川崎ICより国道457号。